# برايان وليامز (معلق رياضي)
برايان وليامز هو معلق رياضي كندي، ولد في 18 يوليو 1946 في وينيبيغ في كندا.